# 비교해부학
비교해부학(比較解剖學, 영어: comparative anatomy)은 여러 생물의 해부를 통해 비슷한 점과 다른 점을 연구하는 학문이다. 진화생물학과 계통학(종의 진화)과 밀접한 관계가 있다.
비교해부학은 오랜 기간에 걸쳐 진화에 대한 증거로 삼아왔으며, 공통이 되는 조상을 공유하는 여러 생물들을 분류한다. 또, 과학자들이 해부학적 구조에서 비슷한 특징을 지닌 생물들을 분류하는 데 도움을 준다. 비교해부학은 진화론으로도 알려져 있는 다윈의 이론을 지지한다. 비교해부학의 일반적인 예로는 고양이, 고래, 박쥐, 인간이 지닌 앞다리나 앞지느러미의 비슷한 뼈 구조를 들 수 있다.

## 같이 보기
- 분지학
- 계통학

## 참고 문헌
- Campbell, Neil A.; Reece, Jane B. (2002년 2월). 《Biology》. San Francisco, CA: Benjamin Cummings. 438–439쪽.
- Caldwell, Roy (2006). “Comparative Anatomy: Andreas Vesalius”. University of California Museum of Paleontology. 2010년 11월 23일에 원본 문서에서 보존된 문서. 2011년 2월 17일에 확인함. Comparative Anatomy, pre-1800s